# Lougé-sur-Maire
Lougé-sur-Maire ist eine französische Gemeinde mit 314 Einwohnern (Stand: 1. Januar 2022) im Département Orne in der Region Normandie (vor 2016 Basse-Normandie). Sie gehört zum Arrondissement Argentan und zum Gemeindeverband Terres d’Argentan Interco. Die Einwohner werden Lougéens und Lougéennes genannt.

## Geografie

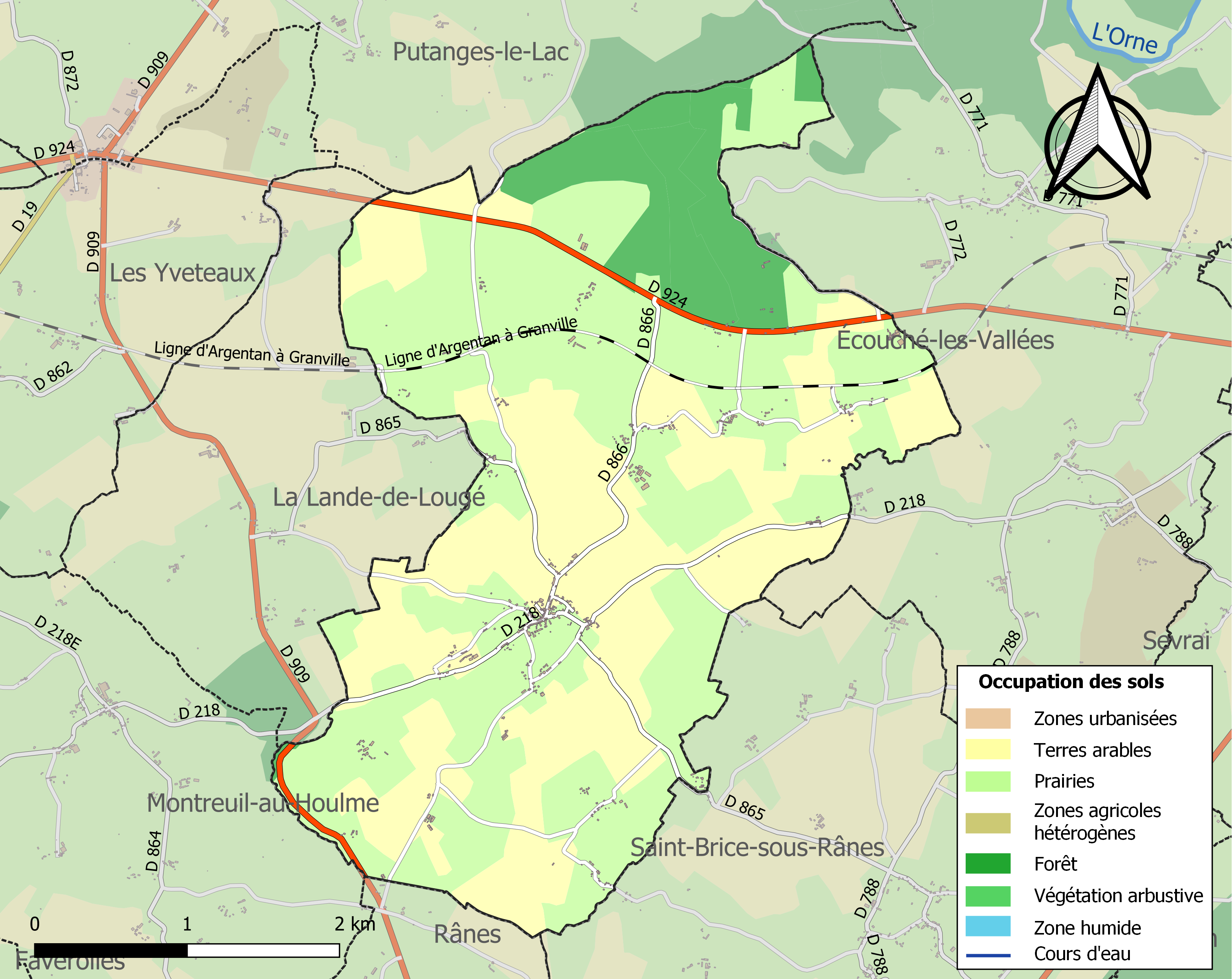
Bodennutzung und Infrastruktur der Gemeinde (2018)

Lougé-sur-Maire liegt etwa 16 Kilometer westsüdwestlich von Argentan und etwa 37 Kilometer nordwestlich von Alençon in der Région naturelle Pays d’Houlme. Die Maire, ein Nebenfluss der Orne, durchströmt das Gemeindegebiet mit dem Zentrum von Südwest nach Nordost. Das Zentrum liegt auf einer Höhe von etwa 175 m. Das Relief des Gebiets zeigt eine breitere Erhebung im Süden mit Höhen nahe 230 m, insgesamt hügelig mit Höhen von 157 m im Nordosten am Austritt der Maire aus dem Gemeindegebiet und 246 m im Nordwesten.
Teile des Gebiets von Lougé-sur-Maire gehören zum Natura 2000-Schutzgebiet „Haute vallée de l’Orne et affluents“ (FR2500099) und von zwei ZNIEFF-Naturzonen. Rund 89 % der Fläche der Gemeinde werden landwirtschaftlich genutzt, rund 11 % sind bewaldet, insbesondere im Norden (Stand: 2018).
Umgeben wird Lougé-sur-Maire von den Nachbargemeinden Putanges-le-Lac im Norden und Nordwesten, Écouché-les-Vallées im Osten und Nordosten, Saint-Brice-sous-Rânes im Osten und Südosten, Rânes im Süden, Montreuil-au-Houlme im Südwesten sowie La Lande-de-Lougé im Westen.

## Bevölkerungsentwicklung
| Jahr                       | 1962 | 1968 | 1975 | 1982 | 1990 | 1999 | 2006 | 2015 | 2022 |
| -------------------------- | ---- | ---- | ---- | ---- | ---- | ---- | ---- | ---- | ---- |
| Einwohner                  | 388  | 350  | 280  | 271  | 286  | 331  | 373  | 322  | 314  |
| Quellen: Cassini und INSEE |      |      |      |      |      |      |      |      |      |

## Sehenswürdigkeiten

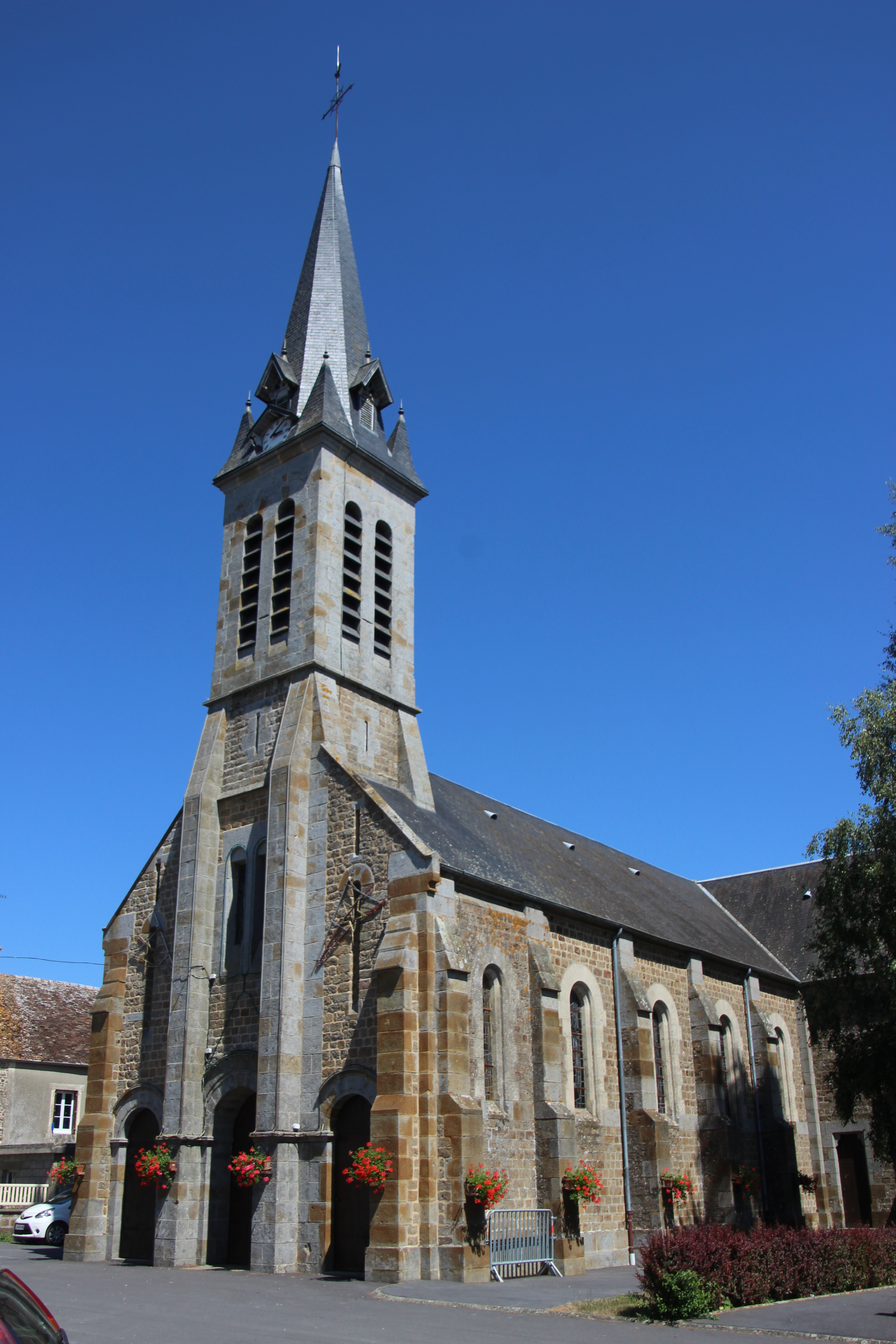
Kirche Saint-Vaast

- Kirche Saint-Vaast

## Verkehr
Die Departementsstraße D 924, die ehemalige Route nationale 24bis von Verneuil-sur-Avre nach Granville, durchquert das nördliche Gemeindegebiet von Ost nach West. Die nachgeordneten Departementsstraßen D 218 und 866 sowie lokale Landstraßen verbinden das Zentrum mit den Weilern der Gemeinde und den Nachbargemeinden.
Die Bahnstrecke Argentan–Granville wird ohne Haltepunkt durch die Gemeinde geführt.

## Belege
1. ↑  Biodiversité dans les territoires - Lougé-sur-Maire. Inventaire national du patrimoine naturel (INPN), abgerufen am 19. Juni 2024 (französisch).
2. ↑  Répartition des superficies en 15 postes d’occupation des sols (métropole). CORINE Land Cover, 2018, abgerufen am 19. Juni 2024 (französisch).